# Liste der Monuments historiques in Estadens
Die Liste der Monuments historiques in Estadens führt die Monuments historiques in der französischen Gemeinde Estadens auf.

## Liste der Bauwerke
| Bezeichnung                | Beschreibung | Standort     | Kennzeichnung | Schutzstatus | Datum | Bild           |
| -------------------------- | ------------ | ------------ | ------------- | ------------ | ----- | -------------- |
| Portal der Kapelle St-Paul |              | Pujos (Lage) | PA00094329    | Inscrit      | 1972  | weitere Bilder |

## Liste der Objekte
- Monuments historiques (Objekte) in Estadens in der Base Palissy des französischen Kultusministeriums